# Coon Rapids (Minnesota)
Coon Rapids – miasto w Stanach Zjednoczonych położone w stanie Minnesota w hrabstwie Anoka. Coon Rapids znajduje się na przedmieściach Minneapolis i jest jego rozbudowanym ośrodkiem mieszkaniowym.